# Polígon de Sant Blai
El Polígon de Sant Blai és un dels barris que componen la ciutat d'Alacant. És un dels barris més extensos i poblats de la ciutat. Segons el cens de 2022, el Polígon tenia 12.697 habitants (6.131 homes i 6.566 dones), només superat pels barris de les Carolines Altes i l'Eixample-Diputació.
A causa de la seua extensió, limita amb un gran nombre de barris: al nord-est amb la Divina Pastora; a l'est amb Rabassa, la Tómbola, Sant Agustí, els Àngels i Campoamor; al sud-est amb Sant Blai-Sant Doménec; al sud amb Sant Ferran-Princesa Mercé i la Florida Alta; i al sud-oest i a l'oest amb Ciutat d'Assís, fent frontera entre els dos barris la via de ferrocarril que uneix Alacant amb Madrid.